# 15-я Воеводинская ударная бригада
15-я Воеводинская ударная бригада имени Шандора Петефи (сербохорв. Петнаеста војвођанска ударна бригада „Шандор Петефи“ / Petnaesta vojvođanska udarna brigada "Šandor Petefi", венг. XV. Vajdasági Petőfi Sándor Rohambrigád) — воинское формирование Народно-освободительной армии Югославии, состоявшее из воеводинских венгров.

## История
Образована 31 декабря 1944 по распоряжению Главного штаба НОАЮ в Воеводине в селе Кишчань из венгров Воеводины. Добровольцы ранее проходили службу в славонских и воеводинских подразделениях. Бригада переняла имя от одного из славонских батальонов. В состав бригады вошли всего четыре батальона, роты разведки и транспорта, санитарной службы и интендантуры (итого 1200 человек). Бригада состояла в 16-й Воеводинской дивизии.
В первой половине января 1945 года бригада несла службу на левом берегу Дравы, к юго-западу от Сентборбажа. Вела бои с немцами, создавая помехи попыткам их переправы через Драву в Венгрию. В середине января перешла в Подравину, где в составе 16-й дивизии вела бои за Вировитицкий плацдарм на участке между Црнцом и Чачавицой, а затем воевала в Подравске-Слатине, Новаке, Вашке и Детковаце. В ночь с 9 на 10 февраля 1945 через Драву перешла в Барч, а оттуда в Баранью. Там с 6 по 21 марта 1945 участвовала в битве при Болмане, потеряв 50 человек убитыми и 190 ранеными.
31 марта 1945 бригада расформирована, личный состав переведён в 16-ю Воеводинскую дивизию. Награждена орденом Братства и единства.